# Connaux
Connaux (okzitanisch: Conauç) ist eine französische Gemeinde mit 1.702 Einwohnern (Stand: 1. Januar 2022) im Département Gard in der Region Okzitanien; sie gehört zum Arrondissement Nîmes und zum Kanton Bagnols-sur-Cèze. Die Einwohner werden Connaulais genannt.

## Geografie
Connaux liegt etwa 17 Kilometer westsüdwestlich von Orange. Umgeben wird Connaux von den Nachbargemeinden Tresques im Norden, Laudun im Nordosten, Saint-Paul-les-Fonts im Osten, Pouzilhac im Süden sowie Gaujac im Westen.

## Bevölkerungsentwicklung
| Jahr                       | 1962 | 1968 | 1975 | 1982 | 1990 | 1999 | 2006 | 2017 |
| Einwohner                  | 632  | 744  | 979  | 1212 | 1450 | 1623 | 1611 | 1674 |
| Quellen: Cassini und INSEE |      |      |      |      |      |      |      |      |

## Sehenswürdigkeiten

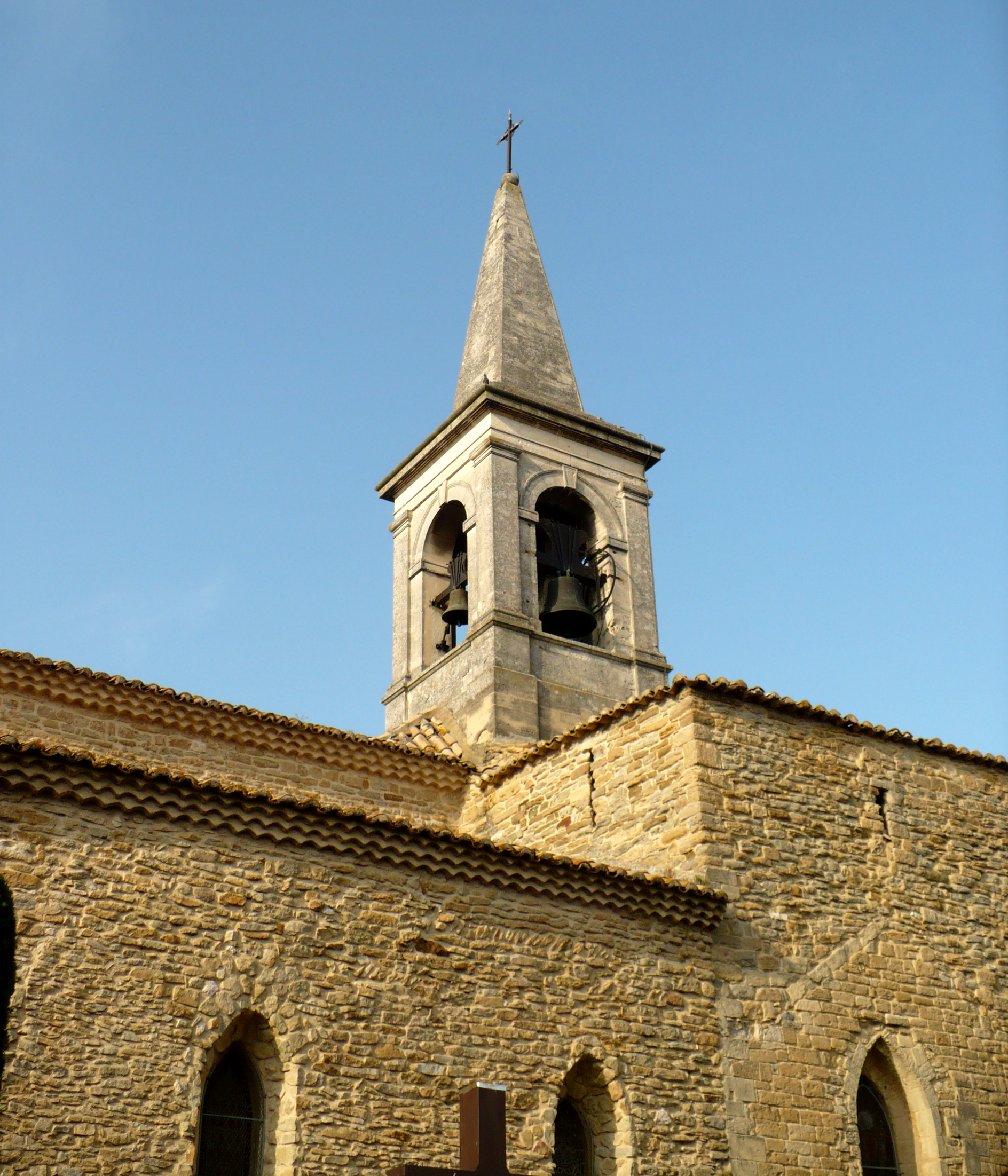
Kirche Saint-Benoît
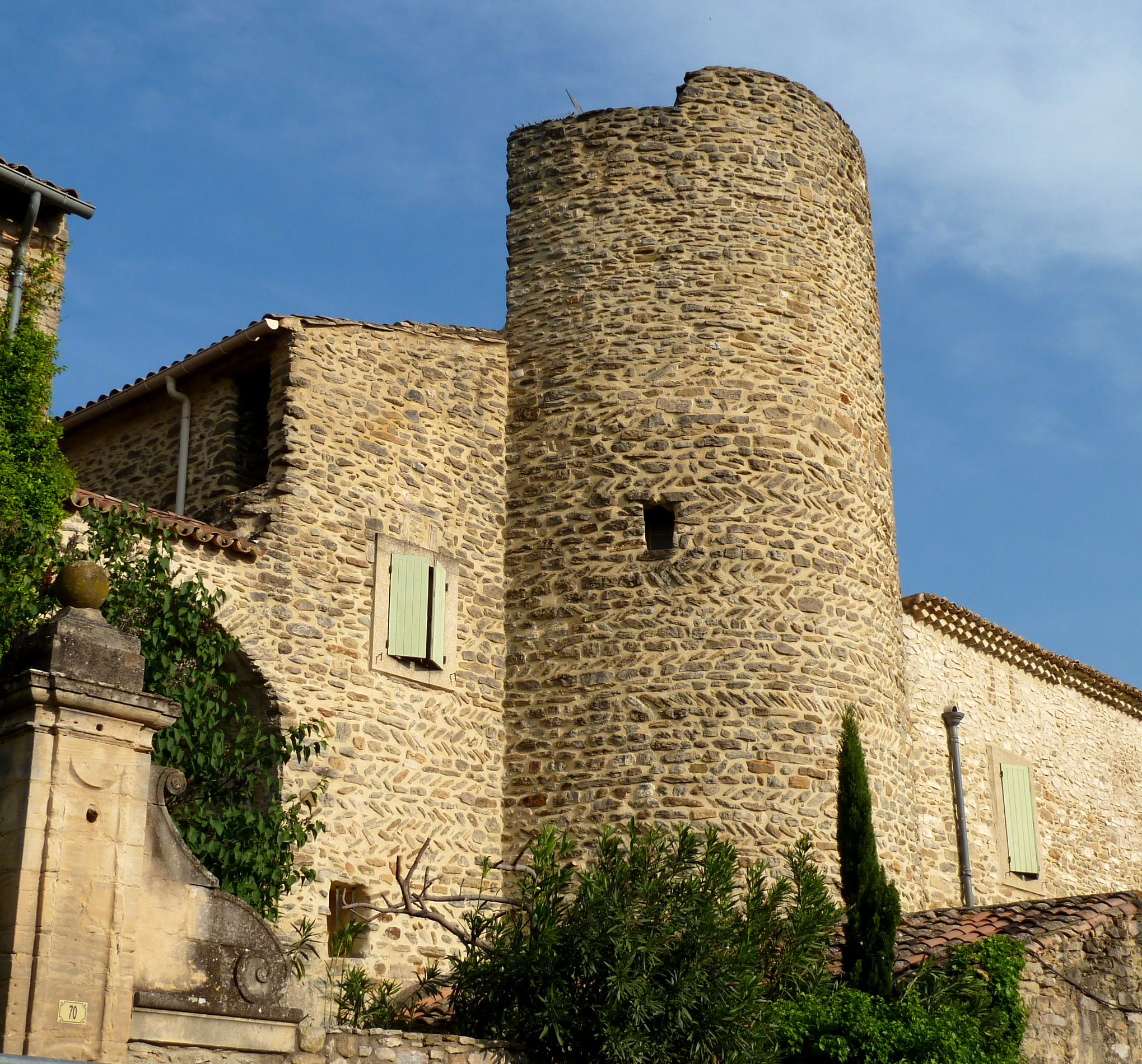
Reste der früheren Ortsbefestigung
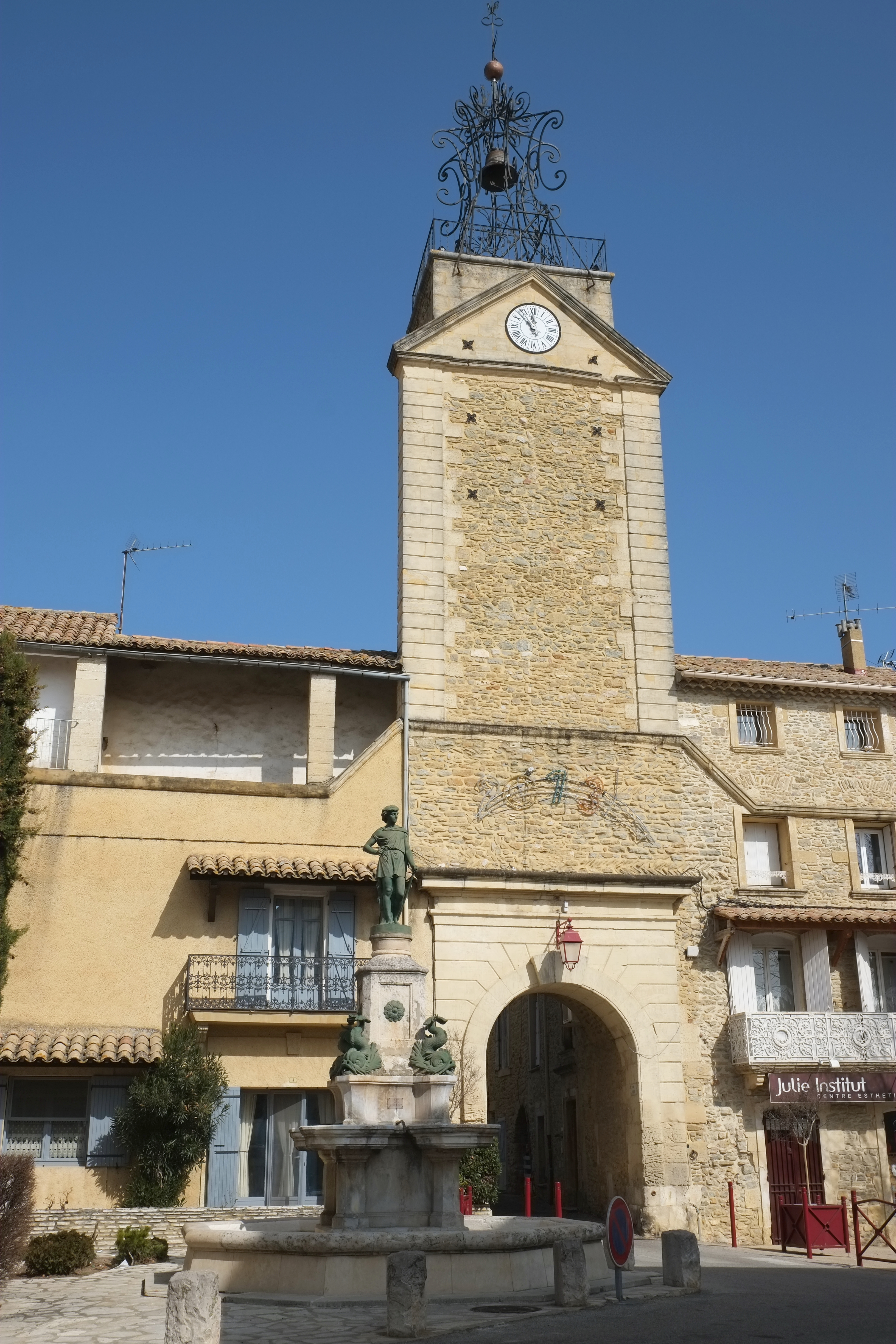
Uhrenturm

- Kirche Saint-Benoît
- Turm der früheren Ortsbefestigung
- Uhrenturm

## Gemeindepartnerschaft
Mit der belgischen Gemeinde Chiny in der Provinz Luxemburg besteht eine Partnerschaft.